# Świnice Warckie
Świnice Warckie (deutsch Swinice Warckie, 1943–1945 Schwinitz) ist ein Dorf und Sitz der gleichnamigen Gemeinde im Powiat Łęczycki der Woiwodschaft Łódź, Polen.

## Verkehr
Der Dienstbahnhof Kraski an der Bahnstrecke Chorzów–Tczew liegt im Gemeindegebiet.

## Gemeinde
Zur Landgemeinde Świnice Warckie gehören 22 Ortsteile mit einem Schulzenamt:
| Bielawy Chorzepin Chwalborzyce Drozdów Głogowiec Grodzisko Gusin Kaznów | Kosew Kozanki Podleśne Kraski Parski Piaski Podłęże Rogów Stemplew | Świnice Warckie Świnice Warckie-Kolonia Tolów Władysławów Wola Świniecka Zbylczyce |

Weitere Ortschaften der Gemeinde sind:
| Chęcin Chorzepinek Hektary Holendry Kaznówek | Ładawy Łyków Podgórze Polusin Rydzyna | Stawiszynek Strachów Wyganów Zimne |